# Croton soratensis
Espèce
Croton soratensis est une espèce de plantes à fleurs du genre Croton et de la famille des Euphorbiaceae, présente en Bolivie.
Il a pour synonyme :
- Croton soratensis var. intermedius, Müll.Arg., 1865 (1866)
- Croton soratensis var. leptobotryus, Müll.Arg., 1865 (1866)
- Croton soratensis var. pycnanthus, Müll.Arg., 1865 (1866)
- Oxydectes soratensis, (Müll.Arg.) Kuntze